# Nancy Lynch
Nancy A. Lynch (1948) és una professora de l'Institut Tecnològic de Massachusetts (MIT). És una Professora NEC d'Enginyeria de programari en el Departament d'Enginyeria Elèctrica i Ciències de Computació (EECS) i la cap del grup de recerca de Teoria de Sistemes Distribuïts en el Laboratori d'Intel·ligència Artificial i Ciències de la Computació en el MIT.
És autora de nombrosos articles de recerca sobre algorismes distribuïts i resultats d'impossibilitat i sobre modelament formal i validació de sistemes distribuïts. També és l'autora dels llibres "Transaccionis Atòmiques" i "Algorismes Distribuïts". Finalment, és membre de la National Academy of Engineering, i part de l'ACM.
Nancy Lynch es va estudiar matemàtiques en el Brooklyn College i en el MIT. Va impartir classes en les facultats de matemàtica i ciències de computació de moltes altres universitats, incloent la Universitat Tufts, la Universitat del Sud de Califòrnia i l'Institut Tecnològic de Geòrgia, abans d'establir-se en la facultat del MIT en 1982. Des de llavors, Lynch ha treballat en matemàtiques aplicades a tasques de comprensió i construcció de sistemes distribuïts complexos.

## Reconeixements
- 2001 Premi Dijkstra
- 2001 Acadèmia Nacional d'Enginyeria
- 2006 Premi Wijngaarden
- 2007 Premi Knuth
- 2007 Premi Dijkstra
- 2010: IEEE Emanuel R. Piore Award[1]
- 2012: Athena Lecturer[2]